# Martwa strefa radiowa

Martwa strefa radiowa znajduje się poza zasięgiem fali przyziemnej (Surface wave) i przed zasięgiem fali jonosferycznej (Skywave)

Martwa strefa radiowa – strefa, w której niemożliwy jest odbiór sygnału radiowego (fal radiowych).
Dolną granicę tej strefy, licząc od nadajnika, określa maksymalny zasięg fali przyziemnej, a górną początek rejonu odbioru fali jonosferycznej.